# Pustoryl červenoskvrnný
Pustoryl červenoskvrnný (Philadelphus × purpureo-maculatus) je kulturní kříženec 2 druhů pustorylu, vyšlechtěný v roce 1900. Je to opadavý keř, vyznačující se poměrně drobnými listy a bílými květy s purpurovým středem, což je v rámci pustorylů neobvyklé. Je pěstován v několika různých kultivarech jako okrasný keř.

## Popis
Pustoryl červenoskvrnný je opadavý, hustý, jemně větvený keř dorůstající výšky 0,8 až 1,5 metru. Letorosty jsou chlupaté. Borka je černavá, až v pozdějším věku lehce odlupčivá. Listy jsou široce vejčité, 1 až 3,5 cm dlouhé a 0,6 až 2,5 cm široké, na bázi zaokrouhlené, na vrcholu špičaté. Jsou celokrajné nebo mají na každé straně 1 až 2 zuby. Na rubu jsou řídce chlupaté. Květy jsou jednotlivé, silně vonné. Kališní lístky jsou vejčité, 7 mm dlouhé, na bázi chlupaté. Koruna je talířovitá, o průměru 2,5 až 3 (až 5) cm. Korunní lístky jsou bílé, na bázi s purpurovou skvrnou, vejčité, asi 11 mm dlouhé a 10 mm široké. Kvete v červnu až červenci. Tobolky jsou elipsoidní a asi 6 mm dlouhé.

## Původ
Pustoryl červenoskvrnný není znám z přírody, je to kulturní kříženec vzniklý zkřížením pěstovaných pustorylů.
V roce 1900 zkřížil Victor Lemoine pustoryl malolistý (Philadelphus microphyllus) s pustorylem, pěstovaným pod tehdejším názvem Philadelphus coulteri not Watson a vyznačujícím se purpurovými středy květů. Vzniklý kříženec byl pojmenován 'Fantaisie'. Ze semen tohoto hybridu byly získány rostliny, které dostaly název Philadelphus × purpureo-maculatus. Později byla Lemoinem v průběhu prvních dvou dekád 20. století vypěstována řada dalších kultivarů.

## Přehled kultivarů

### Kultivary druhuPhiladelphus×purpureo-maculatus
- Philadelphus 'Etoile Rose' (1908)
- Philadelphus 'Fantaisie' (1900)
- Philadelphus 'Galathée' (1915)
- Philadelphus 'Nuage Rose' (1916)
- Philadelphus 'Oeil de Pourpre' (1910)
- Philadelphus 'Romeo' (1913)
- Philadelphus 'Siréne' (1909)
- Philadelphus 'Surprise' (1912)
- Philadelphus 'Sylviane' (1917)

### Příbuzné kultivary
Ze semenáčků P. × purpureo-maculatus bylo Lemoinem získáno několik odlišných, velkokvětých kultivarů hybridogenního původu a s triploidním počtem chromozomů. Vyznačují se miskovitými, velkými květy, pozdějším a delším kvetením a jsou zahradnicky velmi atraktivní.
- Philadelphus 'Bicolore' (1919) - květy 4,5 až 5 cm v průměru, korunní lístky jsou na vnitřní straně chlupaté, tyčinky jsou fertilní. Některými znaky (tvar a odění listů, odění češule) se tento kultivar blíží P. floridus, jinými (chlupaté korunní lístky) P. mexicanus.
- Philadelphus 'Belle Etoile' (1923) - květy 4,5 až 5 cm v průměru, uspořádané po 1 nebo po 3, korunní lístky jsou lysé, tyčinky sterilní.
- Philadelphus 'Sybille' (1913)[2][3]

## Význam
Pustoryl červenoskvrnný je v různých kultivarech pěstován jako okrasný keř. Za zvláště cenné jsou považovány velkokvěté kultivary, z nichž je v České republice nejčastěji prodáván a pěstován Philadelphus 'Belle Etoile'.
V českých botanických zahradách jsou pěstovány 2 kultivary: P. × purpureo-maculatus 'Etoile Rose' a P. hybr. 'Belle Etoile'. Z Dendrologické zahrady v Průhonicích je uváděn P. × purpureo-maculatus.